# Велоспорт на Европейских играх 2023
Велоспорт на Европейских играх 2023 - соревнования по велоспорту на Европейских играх 2023 проходили в Польше 21 и 22 июня в городе Кшешовице по BMX-фристайлу в дисциплине парк и 5 июня в городе Крыница-Здруй по маунтинбайку в дисциплине кросс-кантри. В соревнованиях приняли участие 185 спортсменов. Было разыграно 4 комплекта наград.

## Календарь
| ЦО | Церемония открытия | 2 | Финалы соревнований | ЦЗ | Церемония закрытия |

| Июнь-Июль    | Июнь-Июль    | 21 Ср | 22 Чт | 23 Пт | 24 Сб | 25 Вс | 26 Пн | 27 Вт | 28 Ср | 29 Чт | 30 Пт | 1 Сб | 2 Вс | Медали |
| ------------ | ------------ | ----- | ----- | ----- | ----- | ----- | ----- | ----- | ----- | ----- | ----- | ---- | ---- | ------ |
| BMX-фристайл | BMX-фристайл | ●     | 2     |       |       |       |       |       |       |       |       |      |      | 2      |
| Маунтинбайк  | Маунтинбайк  |       |       |       |       | 2     |       |       |       |       |       |      |      | 2      |

## Медалисты

### BMX-фристайл
| Дисциплина    | Золото                     | Серебро                 | Бронза                      |
| ------------- | -------------------------- | ----------------------- | --------------------------- |
| Парк. Мужчины | Киран Райли Великобритания | Антони Жанжан Франция   | Деклан Брукс Великобритания |
| Парк Женщины  | Ивета Микулычева Чехия     | Ким Лиа Мюллер Германия | Лори Перес Франция          |

### Маунтинбайк
| Дисциплина            | Золото                | Серебро                    | Бронза              |
| --------------------- | --------------------- | -------------------------- | ------------------- |
| Кросс-кантри. Мужчины | Влад Даскалу Румыния  | Ларс Форстер Швейцария     | Лука Брайдо Италия  |
| Кросс-кантри. Женщины | Пак Питерс Нидерланды | Мона Миттервальнер Австрия | Сина Фрей Швейцария |

### Общий зачёт
*   Принимающая страна (Польша)
| Место          | Страна         | Золото | Серебро | Бронза | Всего |
| -------------- | -------------- | ------ | ------- | ------ | ----- |
| 1              | Великобритания | 1      | 0       | 1      | 2     |
| 2              | Нидерланды     | 1      | 0       | 0      | 1     |
| 2              | Румыния        | 1      | 0       | 0      | 1     |
| 2              | Чехия          | 1      | 0       | 0      | 1     |
| 5              | Франция        | 0      | 1       | 1      | 2     |
| 5              | Швейцария      | 0      | 1       | 1      | 2     |
| 7              | Австрия        | 0      | 1       | 0      | 1     |
| 7              | Германия       | 0      | 1       | 0      | 1     |
| 9              | Италия         | 0      | 0       | 1      | 1     |
| Всего стран: 9 | Всего стран: 9 | 4      | 4       | 4      | 12    |